# Breizh Mobile
Breizh Mobile était un opérateur de téléphonie mobile fondé en 2004, filiale de l'opérateur de réseau mobile virtuel Omea Telecom, qui commercialisait également Virgin Mobile.
Ses centres de relation client étaient installés à Laval et Vitré.
Ne disposant pas de réseau, il achetait un volume de minutes et de données à Orange et jouait sur des prix plus bas et sur l'identité régionale (Breizh est le nom breton de la Bretagne) pour développer le nombre de ses abonnés.

## Tarifs et évolutions tarifaires
À sa création, la spécificité de Breizh Mobile était d'offrir un tarif à la minute inférieur pour des appels téléphoniques à l'intérieur de la Bretagne (c'est-à-dire dans les départements des Côtes-d'Armor, du Finistère, d'Ille-et-Vilaine, de la Loire-Atlantique et du Morbihan), par rapport au tarif 'national' (Bretagne vers le reste de la France), qui était légèrement plus cher. C'était la raison même de son nom Breizh Mobile. 
En janvier 2005, ces offres sont élargis aux autres départements de la région Pays de la Loire ainsi que ceux de la Basse-Normandie.
Le 13 novembre 2008, l'opérateur lance un tarif national unique. En 2009, des forfaits étaient disponibles à partir de 35 minutes pour 9,90 € et le SMS coûte 0,09 €.
Le 1er juillet 2012, Breizh Mobile cesse l'acquisition de nouveaux clients et les redirige vers l'offre de Virgin Mobile.

## Identité visuelle

Logo de Breizh Mobile de juillet 2004 à novembre 2008
Logo de Breizh Mobile depuis novembre 2008